# Josuè
Josuè (hebreu antic: יְהוֹשֻׁעַ בִּן נוּן)  (Terra de Goshen, 1650 aC ↔ 1350 aC - Canaan, 1422 aC ↔ 1245 aC) segons la Bíblia, Josuè, fill de Nun, fou el successor de Moisès com a guia del poble d'Israel, els dirigí en la conquesta de la Terra promesa després de la sortida d'Egipte i de quaranta anys vivint al desert.

## Deixeble de Moisès
Josuè, nascut com a Oixea en el si de la tribu d'Efraïm, es convertí en l'ajudant de Moisès després de la sortida d'Egipte. Josuè era fill de Nun, fill d'Elixamà, fill d'Ammihud, fill de Ladan, fill de Tàhan, fill de Tèlah, fill de Rèixef, fill de Rèfah, fill de Berià, fill del patriarca Efraïm. Travessà el Mar Roig com la resta del poble hebreu però no va participar en la festa del Vedell d'Or, al peu del Mont Sinaí. D'aquesta manera, Moisès li atorgà tota la seva confiança.
Quan s'acostaven a la Terra promesa, Moisès escollí un jove fort de cada tribu per anar a espiar el canaaneus i Oixea fou l'escollit de la tribu d'Efraïm. Abans de marxar, però, Moisès li canvià el nom pel de Josuè.
Quan arribà el moment de la mort de Moisès, aquest feu ungir Josuè com a líder del poble davant el Summe Sacerdot Eleazar.

## La conquesta de la Terra Promesa

### El pas del riu Jordà
Al capdavant de l'expedició es col·locaren els sacerdots levites que transportaven l'Arca de l'Aliança. Quan arribaren a la riba del riu, les aigües s'aturaren i deixaren un pas sec per on passar. Aleshores, tot el poble s'afanyà a travessar el riu (sense mullar-se ni els peus) i després entonaren càntics en honor de Déu.
A continuació, Josuè escollí un home de cada tribu i els feu col·locar a cadascun una pedra al mig del riu, com a record del miracle que tots havien vist. Seguidament, els portadors de l'Arca van sortir de la llera del riu i les aigües van tornar a baixar amb tota normalitat.
Abans de començar la conquesta, Josuè feu circumcidar tots els homes d'Israel, ja que els nascuts fora d'Egipte eren encara incircumcisos i els nats a Egipte havien mort durant l'Èxode.

### Les muralles de Jericó
Josuè acampà a Guilgal de Jericó i feu armar tots els guerrers després creuar el Jordà, eren, segons la Bíblia, uns quaranta mil. Abans, però, havia enviat dos espies a la ciutat emmurallada de Jericó. Els guardes de la ciutat els descobriren però s'amagaren a casa d'una prostituta anomenada Rahab a canvi que salvarien la vida d'ella i la seva família quan conquerissin la ciutat.
Durant sis dies, els guerrers israelians van fer una volta a la muralla de la ciutat amb l'Arca de l'Aliança al capdavant, sense atacar. Al setè dia, van fer set tombs i al final, els sacerdots van tocar els seus corns i tot el poble va fer un crit de guerra; en aquell instant les muralles de Jericó es van esfondrar i la presa de la ciutat fou extremadament fàcil per les tropes de Josuè. La ciutat fou cremada i enderrocada, i els habitants foren exterminats. A més, Josuè promulgà un edicte pel qual no es podia reconstruir aquella ciutat.
Durant la destrucció de la ciutat, Acan, de la tribu de Judà, s'havia quedat alguns tresors. L'atac següent dirigit per Josuè fou a Ai però fracassaren i foren massacrats uns tres mil guerrers. L'endemà, Acan confessà i l'apedregaren i el cremaren juntament amb la seva família i els seus béns.
Al cap d'uns dies, els israelians tornaren a atacar Ai i aquest cop, saquejaren la població i mataren els dotze mil habitants de la ciutat.

### El Sol s'atura

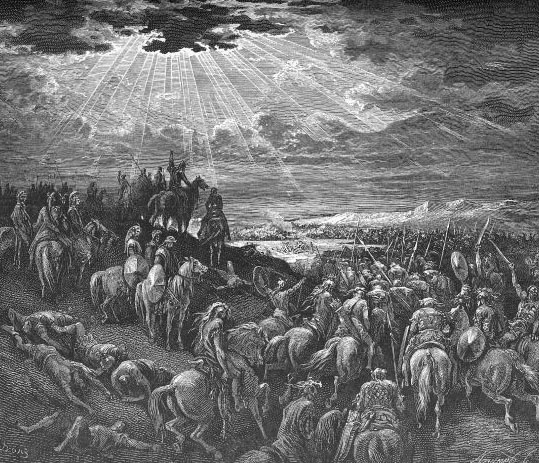
Josuè pregant a Déu que pari el Sol, de Gustave Doré

Després dels episodis de Jericó i Ai, la resta de pobles que vivien a Canaan es va aliar contra els israelites, excepte els gabaonites que, fent-se passar per estrangers, van firmar un pacte de no-agressió amb Josuè.
Quan aquest va assabentar-se que l'havien enganyat, volgué matar-los, però com que havia jurat per Déu no atacar-los, va convertir-los en esclaus dels jueus.
Els altres pobles de Canaan van atacar Gabaon i aquest va demanar ajuda a Josuè. Josuè i el seu exèrcit corregueren cap a la ciutat assetjada. Allà començà una batalla que, tot i que anaven guanyant els israelites, s'estava allargant. Aleshores, Déu va aturar el Sol al bell mig del cel i el va aguantar allà gairebé un altre dia sencer fins que Josuè va derrotar l'enemic.
Després, van capturar els cinc reis cananeus que dirigien l'exèrcit vençut i els van penjar de cinc arbres davant de tot el poble jueu. Quan el Sol ja s'amagava, Josuè ordenà despenjar-los i els llençaren en una cova prop de la ciutat.

### Conquesta del país
Després d'aquestes victòries, els israelites van començar a conquerir i saquejar totes les ciutats que anaven trobant i mataven tots els habitants.
Així, segons la Bíblia, van arrasar les poblacions de Maquedà, Libnà, Laquix, Eglon, Hebron i Debir, a la zona sud de Canaan.
Al nord, multitud de ciutats i tribus es van aliar contra els hebreus però van ser derrotats. Després de la batalla, Josuè va cremar la ciutat més important de la zona; Hassor.

## Instal·lació a la nova terra
Després de molts anys de guerres, finalment el poble hebreu havia aconseguit una terra per a ells. Es va efectuar un sorteig de les terres ja conquerides entre les tribus d'Israel. Llevat de la tribu de Gad, la de Rubèn i mitja de Manassès que ja s'havien instal·lat a la Transjordània, la resta es van repartir la terra.
Després del sorteig, les tribus es van posar d'acord i van concedir la ciutat de Timnat-Sèrah a Josuè com a feu propi. Ell va reconstruir-la i s'hi va aposentar.

## Mort de Josuè
Passaren els anys i, després d'acomiadar-se de totes les tribus d'Israel, Josuè va morir a casa seva, al seu poble de Timnat-Sèrah, a l'edat de cent deu anys. Tots els israelites van portar dol durant molt de temps.
Fou enterrat a Timnat-Sèrah, al nord del Mont Gàaix. A Maarat an-Numan la tomba de Josuè (Yusha) estaria sobre el lloc d'un antic santuari preislàmic; el lloc fou construït per al-Malik Adh-Dhàhir Ghazi ibn Salah-ad-Din el 1207 sent governador local Murshid ibn Salim ibn al-Muhadhdhib.

## Galeria d'imatges

Icona ortodoxa amb Josuè com a guerrer
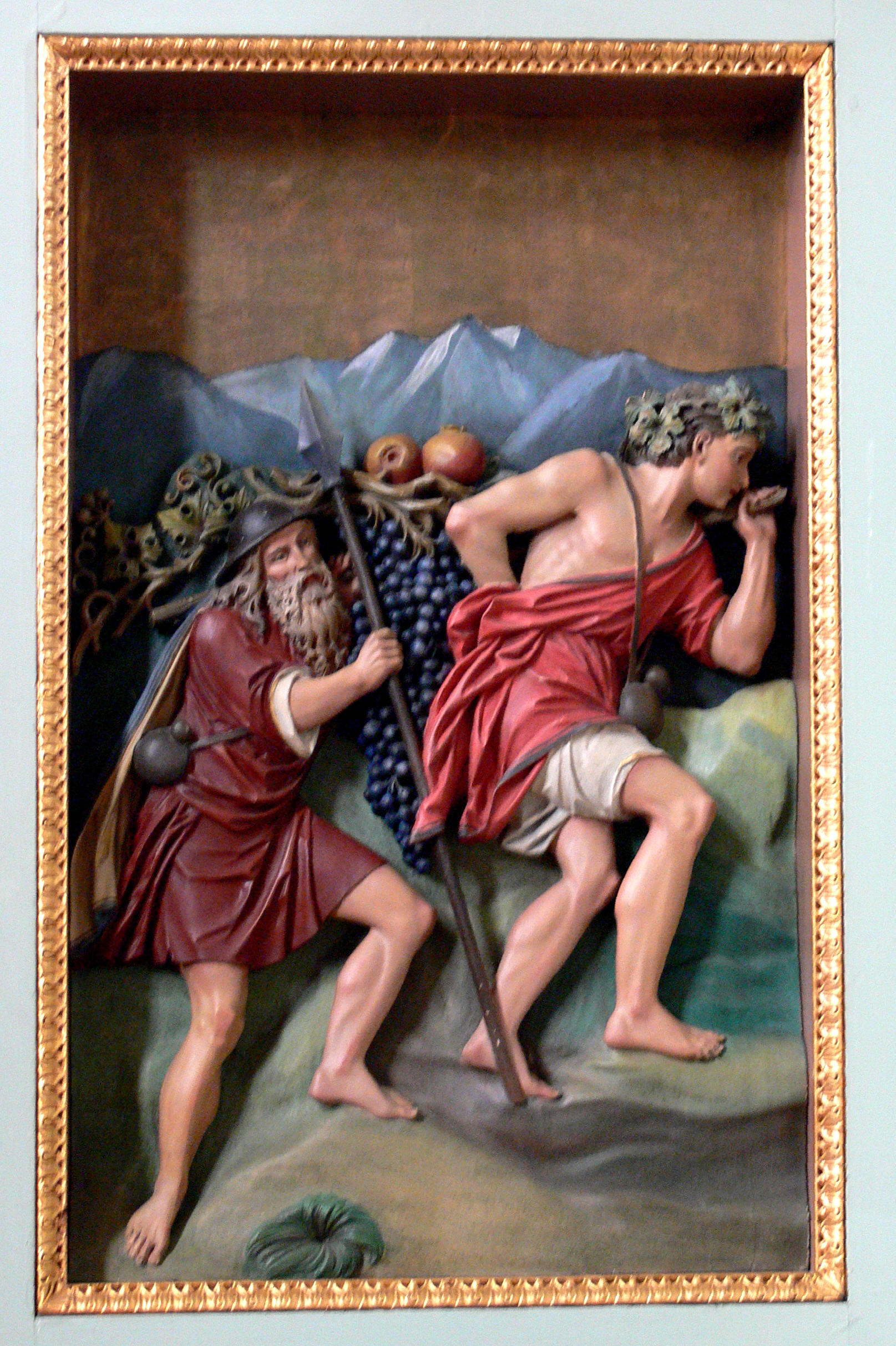
Els israelites carregant el raïm de Canaan
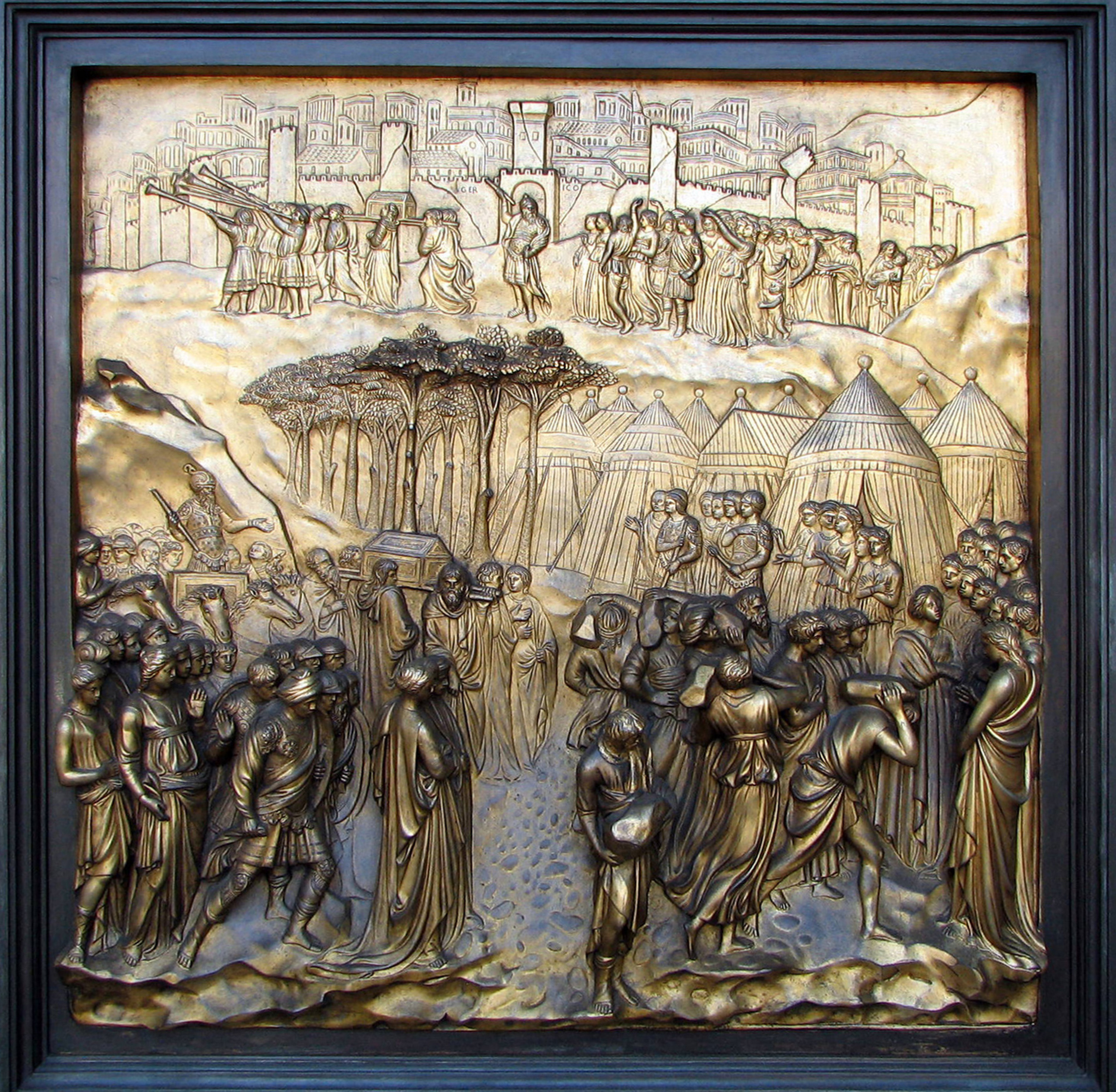
Conquesta de Jericó, per Lorenzo Ghiberti
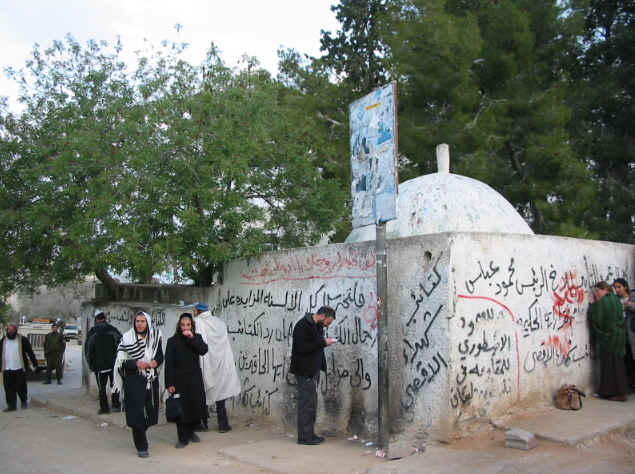
Tradicional tomba de Josuè a Kifl Hares, Cisjordània